# リンカーン (映画)
『リンカーン』（原題: Lincoln）は、2012年公開のアメリカ合衆国の伝記戦争ドラマ映画である。スティーヴン・スピルバーグが監督し、ダニエル・デイ＝ルイスがアメリカ合衆国大統領のエイブラハム・リンカーン、サリー・フィールドがメアリー・トッド・リンカーンを演じる。ドリス・カーンズ・グッドウィンによる伝記本『リンカン』を原作とし、リンカーンの最後の4ヶ月が描かれる。撮影は2011年10月17日に開始され、2011年12月19日に完了した。アメリカ合衆国では2012年11月16日にディズニーのタッチストーン・ピクチャーズを通し、ドリームワークス配給で公開される。また国際配給は20世紀フォックスが行う。
第85回アカデミー賞では作品賞を含む12部門でノミネートされ、主演男優賞とアカデミー美術賞を受賞した。

## ストーリー
アメリカ合衆国第16代大統領 エイブラハム・リンカーン ― 史上最も愛された大統領と言われ、常にユーモアを絶やさず、黒人を含めたすべての人々にオープンに接する人物だった。
1865年1月。大統領に再選され2ヶ月が経ったが、アメリカでは4年以上に及ぶ南北戦争が未だ続いていた。リンカーンは毎晩1人で船に乗り、どこかへ向かっているという不思議な夢を見るようになる。夢の話をされた妻メアリー・トッドは「船」は奴隷制廃止を盛り込んだ「アメリカ合衆国憲法修正第13条」であり、充分に支持されている大統領なのだから可決の見込みのない法案に執着することを止めるように忠告する。
1862年の奴隷解放宣言で奴隷は解放されたかに思えたが、戦時中の彼の政権の影響下にある北部の多くの州は宣言前に既に奴隷制が廃止されている上に、有事に際して北部に加盟した奴隷制継続州は宣言からは除外されており、敵勢力である奴隷制を維持している南部には宣言が通用する状況にないため、この宣言で実際に解放された者はわずかであり、さらにこの宣言は戦時の立法措置として戦争が終われば効力は失われることになる。「すべての人間は自由であるべき」と信じるリンカーンは奴隷を永久に解放するため、一度は上院を通過したものの、下院で否決された「アメリカ合衆国憲法修正第13条」を下院議会でも可決させることを決意する。
しかし、既に戦争は北軍優勢で終結へと進んでおり、リンカーンの所属する共和党でも「これ以上犠牲者を出さないために、1日も早く戦争を終わらせるべき」との意見が強くなっていた。北部でも多くの人々は奴隷制には反対していたり嫌悪感があっても、黒人と共に暮らしていくことには不安を持っているという状況があるので、戦争が終われば奴隷解放の気運が弱まることは確実となる。戦争の犠牲と人間としての尊厳のジレンマ、父母の反対を押し切って戦場に向かう長男ロバートや大統領就任後に三男ウィリーを失ったことで距離が生じているメアリー・トッドとの関係に苦悩しながら、終戦前の可決へ向かってウィリアム・スワード国務長官と協力して可決への工作を始める。
リンカーンはプレストン・ブレアに共和党保守派結束の条件とされた南部連合との和平交渉への伝手を彼に委ねて時間を稼ぎ、修正第13条では平等に関して不十分とする共和党奴隷解放急進派の領袖タデウス・スティーブンスを説得して党をまとめ上げ、可決に必要な3分の2以上の賛成票を確保するため奴隷制廃止反対の立場をとる北部民主党票の切り崩しを謀り、再選に伴う選挙で数ヶ月後には議席を失う民主党議員に対し、失職後の公職ポストを条件に賛成票に転じる説得を秘密裏に行うようにロビイストたちに指示する。だが、この動きは民主党にも伝わってしまい中々目標には届かない。さらに議員たちにも南部が和平提案をしているという噂が広がり、実際にアレキサンダー・スティーブンス南部連合副大統領率いる使節団と北軍司令官のユリシーズ・S.グラント将軍がバージニア州の連邦輸送船上で非公式な会談を行っていた。交渉は決裂したものの、グラント将軍から南部の使節団をワシントンに迎え入れるように提言されたリンカーンだが、使節団を船に乗せたままハンプトン・ローズまで移動して待機するように電信を送る。
タデウス・スティーブンスも法案担当者ジェームズ・アシュレイからの可決のための妥協の要請に対し、苦渋の想いでこれまでの節を曲げ、修正案は黒人との「人種の平等」でなく「法の前での平等」を目指したものであると議会で明言をし、ロビイストを通じたリンカーンの策を受け入れ自身の選挙区の議席確保優先の民主党議員を賛成票に取り込むことに成功する。スワードに表に出て行動しないように言われていたリンカーンだったが、ロビイストたちと対策を練り直し、賛成票に転じる可能性のある民主党議員たちに直接働きかける。特に奴隷制は嫌悪しているジョージ・イェーマン民主党議員の「平等になれば公民権をはじめとした白人と同じ権利を与えなければ人道的ではなく、そうなった社会が恐ろしい」というに二律背反な心理に対し、メアリーの友人で専属縫製師である黒人女性エリザベス・ケックリーから「自由が何をもたらすか判らない。でも自由になることが先で自由になるために闘ってきた」と聞いたこともあるリンカーンは 、奴隷解放後の平和は戦争より危機的かもしれないが、その都度問題に立ち向かって乗り越えていくしかないだろうと語る。
そして採決の日。民主党議員がワシントンに南部連合の停戦交渉使節団が来ているという情報を得たためとして採決の延期を要求するが、執務室で質問内容を聞いたリンカーンは「使節団がこの街にきていることは全く知らない」と一応は虚偽ではない回答をしたため、採決が開始される。議員ひとりひとりが名前を呼びあげられて賛否を口上する中、イェーマン議員が民主党でありながら「賛成」の声をあげる。民主党からの「裏切り者」という罵声と共和党の歓声で一時騒然とする議場だったが、その後に「棄権」や「賛成」を口にする民主党議員が続いていく。リンカーンの工作は成功し、修正案は規定票数を2票上回るという僅差で可決される。
リンカーンはハンプトン・ローズで使節団と会談し、南部連合は「国」ではないので停戦・和平のための条件交渉はする気はなく降伏しか受け入れないこと、南部連合諸州は合衆国構成州として回復再建していくことはできるが、合衆国憲法下の州として奴隷制は継続できないことを述べる。南部使節団は「偽善的」「北部の結束は『砲弾と死』」「戦争で多大な犠牲者を出した」と責め立てるが、リンカーンは「民主的プロセスを踏んだ」「世界に合衆国の民主主義は無秩序ではないと示せた」「次は流された血と犠牲に報いねばならない」と対応する。交渉は不調に終わり戦いは続くが、その数日後、グランド将軍はアポマトックス裁判所にてロバート・E・リー南部連合軍司令官からの降伏を受け入れ、南北戦争は終結する。
戦争は終わっても政務は忙しいものだったが、リンカーンとメアリー・トッドは気晴らしに観劇に向かう。同じ夜、リンカーンの四男タッドが両親と違う劇場で観劇中、いきなり劇が中断され、支配人が「大統領が撃たれました！フォード劇場で」と報せ、劇場内に悲鳴が満ちる。
リンカーンはピーターセンハウスに運び込まれ、翌朝亡くなった。
エドウィン・スタントン陸軍長官は告げる。
「彼は歴史の人となった」

## キャスト
※括弧内は日本語吹替。

### リンカーン家
- ダニエル・デイ＝ルイス（宮本充） - エイブラハム・リンカーン（第16代合衆国大統領）[9]
- サリー・フィールド（野沢由香里） - メアリー・トッド・リンカーン（妻）[10]
- ジョセフ・ゴードン＝レヴィット（内山昂輝） - ロバート・リンカーン[11]（長男）
- ガリバー・マクグラス （青木柚）- タッド・リンカーン[12]（四男）
- グロリア・ルーベン[13] - エリザベス・ケックリー（英語版）（メアリー・トッドの専属縫製師、友人、元・奴隷）
- スティーヴン・ヘンダーソン（西村太佑） - ウィリアム・スレイド（英語版）[14]（リンカーン家の使用人、元・奴隷）
- エリザベス・マーヴェル - ジョリー夫人（陳情者）[14]

### ホワイトハウス
- デヴィッド・ストラザーン（小島敏彦） - ウィリアム・スワード国務長官[15]
- ブルース・マクギル（長克巳） - エドウィン・スタントン北軍長官[16]
- ジョセフ・クロス - ジョン・ヘイ（リンカーンの秘書）
- ジェレミー・ストロング[13] - ジョン・ジョージ・ニコライ（英語版）（リンカーンの秘書）[14]
- グレインジャー・ハインズ（英語版）（宮内敦士） - ギデオン・ウェルズ海軍長官[17]
- リチャード・トポル（水内清光） - ジェイムズ・スピード司法長官[14]
- デイキン・マシューズ（佐藤晴男） - ジョン・パーマー・アッシャー内務長官[14][13][14]
- ウォルト・スミス - ウィリアム・フェッセンデン財務長官[17]
- ジェームズ・アイク・アイクリング - ウィリアム・デニソン郵政長官[17]

### 共和党
- ジェームズ・スペイダー（大川透） - W.N.ビルボ共和党議員[13]（ロビイスト）
- ハル・ホルブルック[13] （稲垣隆史） - プレストン・ブレア（英語版）共和党議員[14]（保守派重鎮）
- トミー・リー・ジョーンズ（菅生隆之） - タデウス・スティーブンス共和党議員[11]（奴隷解放急進派）
- ジョン・ホークス[13]（水内清光） - ロバート・レーサム
- ティム・ブレイク・ネルソン[18] （斉藤次郎） - リチャード・シェル（英語版）
- バイロン・ジェニングス[13] （水内清光） - モンゴメリー・ブレア元・郵政長官[14]（プレストン・ブレアの息子）
- ジュリー・ホワイト（佐藤しのぶ） - エリザベス・ブレア・リー（英語版）[14]（モンゴメリー・ブレアの妹）
- S・エパサ・マーカーソン - リディア・スミス[14]
- ウェイン・デュヴァル - ベンジャミン・ウェイド
- ジョン・ハットン - チャールズ・サムナー上院議員[17]
- デヴィッド・コスタビル - ジェームズ・アシュレイ（英語版）共和党議員[13]
- スティーヴン・スピネラ（村治学） - エイシャ・ヴィントナー・リットン共和党議員[14]
- ビル・レイモンド（英語版）（佐々木睦） - スカイラー・コルファクス下院議長

### 民主党
- リー・ペイス（土田大） - フェルナンド・ウッド（英語版）民主党議員（奴隷制強硬賛成派）
- ピーター・マクロビー（英語版）（田原アルノ） - ジョージ・ペンドルトン（英語版）民主党議員（奴隷制強硬賛成派）
- マイケル・スタールバーグ（松本忍） - ジョージ・イェーマン（英語版）民主党議員[14]
- ウォルトン・ゴギンズ（前田一世） - クレイ・ホーキンス民主党議員[19]
- ボリス・マクギヴァー（英語版） - アレクサンダー・コフロス（英語版）民主党議員[13]
- デヴィッド・ウォーショフスキー - ウィリアム・ハットン民主党議員[13]

### アメリカ合衆国軍
- ジャレッド・ハリス（宮内敦士） - ユリシーズ・S.グラント合衆国陸軍総司令官[14]
- コールマン・ドミンゴ（斎藤次郎） - ハロルド・グリーン[14]
- デヴィッド・オイェロウォ（宮内敦士） - アイラ・クラーク[20]
- ルーカス・ハース - 兵士[14]
- デイン・デハーン - 兵士[14]
- アダム・ドライバー（竹内栄治） - サミュエル・ベックウィス（英語版）[14]

### 南部連合
- ジャッキー・アール・ヘイリー（佐藤晴男） - アレキサンダー・スティーブンス南部連合副大統領[21]
- マイケル・シフレット - R.M.T.ハンター南部連合前国務長官
- グレゴリー・イッツェン（長克巳） - ジョン・A・キャンベル（英語版）南部連合陸軍次官補[14]
- クリストファー・ボイヤー - ロバート・E・リー南部連合陸軍将軍

その他吹き替え：真壁かずみ、平野夏那子、菊本平、小池謙一、赤城進
日本語版制作スタッフ　演出：打越領一、翻訳：原口真由美、監修：土田宏、調整：武田将仁、制作：ACクリエイト

## 製作

### 企画
1999年にスティーヴン・スピルバーグはプロジェクトについて話し合い、グッドウィンはスピルバーグに『リンカン』の執筆計画があることを語り、スピルバーグは映画化権をすぐに欲しいと述べた。2001年にドリームワークスは契約を済ませ、同年末までにジョン・ローガンが脚本執筆契約を交わした。彼の草案は、リンカーンとフレデリック・ダグラスの友情に焦点を当てたものだった。劇作家のポール・ウェッブが脚本書き直しのために雇われ、2006年1月に撮影開始が予定されたが、スピルバーグが脚本に不満を持ったので延期された。リーアム・ニーソンによると、ウェッブの草案はリンカーンの大統領任期全体をカバーしたものであった。
ウェッブに代わってトニー・クシュナーが雇われ、リンカーンの生涯のうち4ヶ月に焦点を当てた500ページの草案を書き、さらに2009年2月、修正第13条採決に終始する2ヶ月を描いたものに書き直された。

### キャスティング
2005年1月当初はリーアム・ニーソンがリンカーン役にキャスティングされ、ニーソンは役作りのためリンカーンを広範囲にわたって研究していた。しかし2010年7月、「もう僕は賞味期限切れだよ」（企画発足から数年が経過しており、リンカーンを演じるには歳をとってしまった）として、降板した。2010年11月、デイ＝ルイスが演じることが発表された。
サリー・フィールドは当初、早ければ2007年9月にキャストに加わると発表されたが、正式に加わったのは2011年4月であった。スピルバーグは当初からフィールドの起用を望んでおり、「メアリー・トッド・リンカーンという人間の複雑さともろさを演じられるのは彼女しかいない」とコメントした。
フランシス・プレストン・ブレア共和党議員を演じたハル・ホルブルックは1975年にテレビシリーズ「Lincoln」でリンカーン役を演じたことがある。

### 撮影
『インディ・ジョーンズ/クリスタル・スカルの王国』のプロモーション中の2008年5月、スピルバーグは2009年初頭に撮影を開始し、リンカーン誕生200周年から10ヶ月後となる2009年11月に公開する意向を発表した。2009年1月、マサチューセッツ州トーントンとダイトンが撮影予定地として視察された。スピルバーグは以前、『アミスタッド』（1997年）が商業的に失敗したという理由からプロジェクトを遅らせていたパラマウント映画CEOのブラッド・グレイに配慮して製作費には5000万ドルを要求した。スピルバーグは2010年以降の自作をすべて配給することに合意したタッチストーン・ピクチャーズを望んだが、ドリームワークスと共に本企画を進めていたパラマウントに清算する余裕がなかった。
撮影はバージニア州ピーターズバーグで行われた。ロケーション・マネージャーのコリーン・ギボンズによると「街に映画製作者を集めることが歴史的建造物の180度の眺望であること」は「非常に稀」である。他にフレデリックスバーグやリッチモンドのバージニア州議事堂でも撮影された。
劇中でリンカーンの懐中時計の音が聞こえるシーンは、ケンタッキー州・フランクフォート歴史研究博物館に保管されていた、リンカーンが暗殺された際に所持していた本物の懐中時計の音を使用した。デイ=ルイスは本作への出演を1年間の準備期間を条件に受諾し、「私が興味を持ったのは、リンカーン個人の経験を主観的に理解すること」であると語っている。そのために髪やあごひげを伸ばし、リンカーンが書き残した書物を読みあさり、メアリー・トッド・リンカーン役のサリー・フィールドと4カ月間 当時の文体でつづって文通を行ったという。一方、スピルバーグはリンカーンに敬意を表すため、製作期間中は常にスーツを着た。

### 音楽
映画音楽はジョン・ウィリアムズが作曲し、シカゴ交響楽団とシカゴ交響合唱団により収録され、2012年11月6日にサウンドトラックが発売された。
| 全作曲: ジョン・ウィリアムズ。 |                                               |       |                      |       |
| #                              | タイトル                                      | 作詞  | 作曲・編曲           | 時間  |
| 1.                             | 「国民の家」                                  |       | ジョン・ウィリアムズ | 3:41  |
| 2.                             | 「修正条項の意義」                            |       | ジョン・ウィリアムズ | 3:06  |
| 3.                             | 「議員票の獲得」                              |       | ジョン・ウィリアムズ | 2:48  |
| 4.                             | 「アメリカ的な手続き」                        |       | ジョン・ウィリアムズ | 3:56  |
| 5.                             | 「北軍と南軍」                                |       | ジョン・ウィリアムズ | 2:59  |
| 6.                             | 「何人に対しても悪意を抱かず」                |       | ジョン・ウィリアムズ | 1:50  |
| 7.                             | 「解放の喊声」                                |       | ジョン・ウィリアムズ | 2:17  |
| 8.                             | 「南軍派遣団/夢の光景」                       |       | ジョン・ウィリアムズ | 4:43  |
| 9.                             | 「父と子」                                    |       | ジョン・ウィリアムズ | 1:42  |
| 10.                            | 「ホワイトハウスへの競走」                    |       | ジョン・ウィリアムズ | 2:41  |
| 11.                            | 「法の下の平等」                              |       | ジョン・ウィリアムズ | 3:11  |
| 12.                            | 「解放の呼び声」                              |       | ジョン・ウィリアムズ | 6:06  |
| 13.                            | 「悲歌」                                      |       | ジョン・ウィリアムズ | 2:34  |
| 14.                            | 「ウィリー・リンカーンの想い出」              |       | ジョン・ウィリアムズ | 1:51  |
| 15.                            | 「1865年4月9日、アポマトックス」              |       | ジョン・ウィリアムズ | 2:36  |
| 16.                            | 「ピーターセン・ハウスとフィナーレ」          |       | ジョン・ウィリアムズ | 11:00 |
| 17.                            | 「何人に対しても悪意を抱かず (ピアノ・ソロ)」 |       | ジョン・ウィリアムズ | 1:31  |
| 合計時間:                      | 合計時間:                                     | 54:72 |                      |       |

## 公開
アメリカ合衆国ではタッチストーン・ピクチャーズとドリームワークス、その他の国々では20世紀フォックスにより配給された。
日本での宣伝の際にはスピルバーグのメッセージが付けられた特別予告編が使われた。2013年3月31日には在日アメリカ大使公邸で試写会が行われ、現職国会議員の小泉進次郎、白眞勲、菊田真紀子、藤末健三、大津市長の越直美らが出席した。

### ホームメディア
2013年3月26日にBlu-ray、DVD、デジタル・ダウンロード版がタッチストーン・ホーム・エンターテインメントより発売された。
ディズニー・エデュケーショナル・プロダクションズは、スピルバーグが教育者たちから本作をカリキュラムに組み込みたいという手紙を貰ったことにより、アメリカ合衆国の3万7100の中学校にDVDと教本『Stand Tall: Live Like Lincoln』を配布することを決定した。また、「リンカーン」の名が付いた15の中学校・高校に対して、映像機器の寄付も行われる。スピルバーグは教師たちから学校へのDVDの配布を希望する手紙を受け取っており、「『リンカーン』が、彼の人生を歴史の本で学んだ大人たちだけでなく、今まさに教室で勉強している若い生徒たちにとっても、教育的価値があるものだと気付かされました」とコメントした。

## 評価

### 興行収入
2013年4月18日時点で、製作費6500万ドルに対し、アメリカ合衆国とカナダで1億8218万2836ドル、その他の国々で8151万3763ドル、全世界で合計2億6369万6599ドルを売り上げている。
アメリカ合衆国とカナダでは11劇場で限定公開され、初週末に94万4308ドルを売り上げ、同週末興行収入では15位となった。翌週末には1775劇場に拡大され、2104万9406ドルを売り上げて3位まで浮上した。拡大公開の成功により、ディズニーは劇場からの要望を受けて追加のプリントを生産した。

### 批評家の反応
本作は批評家からは高い評価を受けており、Rotten Tomatoesでは242件のレビューに基づき評価の平均を8/10とし、好意的な評価の割合89%の支持を得ている。Metacriticでは44媒体のレビューで加重平均値は86/100となった。
『シカゴ・サンタイムズ』のロジャー・イーバートは星4つの満点を付け、「ダニエル・デイ＝ルイス演じるリンカーンは、現実的に政治を行う上で必要な自信・忍耐力・意志の強さを証明した」と語っている。

### トップテン一覧
| 批評家                      | 出版物・団体                           | 順位      |
| --------------------------- | -------------------------------------- | --------- |
| Christopher Orr             | The Atlantic                           | 2位       |
| Marjorie Baumgarten         | Austin Chronicle                       | 4位       |
| Alison Willmore             | A.V. Club                              | 4位       |
| Michael Phillips            | 『シカゴ・トリビューン』               | 2位       |
| J.R. Jones                  | Chicago Reader                         | 2位       |
| ロジャー・イーバート        | 『シカゴ・サンタイムズ』               | 3位       |
| Lawrence Toppman            | Charlotte Observer                     | 1位       |
| Lisa Schwarzbaum            | 『エンターテインメント・ウィークリー』 | 2位       |
| Owen Gleiberman             | 『エンターテインメント・ウィークリー』 | 1位       |
| Betsy Sharkey               | 『ロサンゼルス・タイムズ』             | 2位(タイ) |
| リチャード・T・ジェイムソン | MSN Movies                             | 2位       |
| Danny Miller                | MSN Movies                             | 1位       |
| Kat Murphy                  | MSN Movies                             | 2位       |
| Stephen Holden              | 『ニューヨーク・タイムズ』             | 1位       |
| A・O・スコット              | 『ニューヨーク・タイムズ』             | 2位       |
| David Denby                 | The New Yorker                         | 1位       |
| ピーター・トラヴァース      | 『ローリング・ストーン』               | 4位       |
| Mick LaSalle                | 『サンフランシスコ・クロニクル』       | 1位       |
| Chuck Wilson                | 『ヴィレッジ・ヴォイス』               | 1位       |

### 史実と異なる描写に対する反応
コロンビア大学の歴史家でピューリッツァー賞受賞者のエリック・フォーナーは、映画が修正第13条の成立の経過が「ひどく誇張」されているという趣旨の手紙を『ニューヨーク・タイムズ』に送った。ノースウェスタン大学のケイト・マスアは『ニューヨーク・タイムズ』で、映画が奴隷制度廃止運動における黒人の役割を単純化しており、「機会を無駄にした」と指摘する記事を書いた。
連邦下院議員ジョー・コートニー（コネティカット州選出・民主党）は、劇中でコネティカット州選出議員が憲法修正案に反対票を投じた描写が、事実とは異なると指摘した。実際、議会調査部に問い合わせたところ、4人いた同州選出下院議員の全員が賛成票を投じた記録が残っていたとのこと。コートニーはスピルバーグに対して該当箇所の修正を求める意見書を提出している。

### 受賞とノミネート
| 賞                                   | 部門                     | 対象 | 結果       |
| ------------------------------------ | ------------------------ | --- | ---------- |
| ボストン映画批評家協会賞             | 主演男優賞               | ダニエル・デイ＝ルイス | 受賞       |
| ボストン映画批評家協会賞             | 助演女優賞               | サリー・フィールド | 受賞       |
| ボストン映画批評家協会賞             | 脚本賞                   | トニー・クシュナー | 受賞       |
| ナショナル・ボード・オブ・レビュー賞 | 作品トップ10             | 『リンカーン』 | 受賞       |
| ゴールデングローブ賞                 | 作品賞 (ドラマ部門)      | 『リンカーン』 | ノミネート |
| ゴールデングローブ賞                 | 主演男優賞 (ドラマ部門)  | ダニエル・デイ＝ルイス | 受賞       |
| ゴールデングローブ賞                 | 助演男優賞               | トミー・リー・ジョーンズ | ノミネート |
| ゴールデングローブ賞                 | 助演女優賞               | サリー・フィールド | ノミネート |
| ゴールデングローブ賞                 | 監督賞                   | スティーヴン・スピルバーグ | ノミネート |
| ゴールデングローブ賞                 | 脚本賞                   | トニー・クシュナー | ノミネート |
| ゴールデングローブ賞                 | 作曲賞                   | ジョン・ウィリアムズ | ノミネート |
| 全米映画俳優組合賞                   | キャスト賞               | ダニエル・デイ＝ルイス、サリー・フィールド、ジョセフ・ゴードン＝レヴィット ハル・ホルブルック、トミー・リー・ジョーンズ、ジェームズ・スペイダー、デヴィッド・ストラザーン | ノミネート |
| 全米映画俳優組合賞                   | 主演男優賞               | ダニエル・デイ＝ルイス | 受賞       |
| 全米映画俳優組合賞                   | 助演男優賞               | トミー・リー・ジョーンズ | 受賞       |
| 全米映画俳優組合賞                   | 助演女優賞               | サリー・フィールド | ノミネート |
| AFIアワード                          | ベスト映画10本           | 『リンカーン』 | 受賞       |
| 全米製作者組合賞                     | 映画部門                 | スティーヴン・スピルバーグ、キャスリーン・ケネディ | ノミネート |
| 全米監督協会賞                       | 長編映画監督賞           | スティーヴン・スピルバーグ | ノミネート |
| 全米脚本家組合賞                     | 脚色賞                   | トニー・クシュナー | ノミネート |
| アカデミー賞                         | 作品賞                   | スティーヴン・スピルバーグ、キャスリーン・ケネディ | ノミネート |
| アカデミー賞                         | 監督賞                   | スティーヴン・スピルバーグ | ノミネート |
| アカデミー賞                         | 主演男優賞               | ダニエル・デイ＝ルイス | 受賞       |
| アカデミー賞                         | 助演男優賞               | トミー・リー・ジョーンズ | ノミネート |
| アカデミー賞                         | 助演女優賞               | サリー・フィールド | ノミネート |
| アカデミー賞                         | 脚色賞                   | トニー・クシュナー | ノミネート |
| アカデミー賞                         | 編集賞                   | マイケル・カーン | ノミネート |
| アカデミー賞                         | 撮影賞                   | ヤヌス・カミンスキー | ノミネート |
| アカデミー賞                         | 作曲賞                   | ジョン・ウィリアムズ | ノミネート |
| アカデミー賞                         | 美術賞                   | リック・カーター（プロダクション・デザイン） ジム・エリクソン（セット・デコレーション）                                                                                   | 受賞       |
| アカデミー賞                         | 衣装デザイン賞           | ジョアンナ・ジョンストン | ノミネート |
| アカデミー賞                         | 録音賞                   | アンディ・ネルソン、ゲイリー・ライドストロム、ロン・ジャドキンス | ノミネート |
| 英国アカデミー賞                     | 作品賞                   | 『リンカーン』 | ノミネート |
| 英国アカデミー賞                     | 主演男優賞               | ダニエル・デイ＝ルイス | 受賞       |
| 英国アカデミー賞                     | 助演男優賞               | トミー・リー・ジョーンズ | ノミネート |
| 英国アカデミー賞                     | 助演女優賞               | サリー・フィールド | ノミネート |
| 英国アカデミー賞                     | 脚色賞                   | トニー・クシュナー | ノミネート |
| 英国アカデミー賞                     | 撮影賞                   | ヤヌス・カミンスキー | ノミネート |
| 英国アカデミー賞                     | 作曲賞                   | ジョン・ウィリアムズ | ノミネート |
| 英国アカデミー賞                     | プロダクションデザイン賞 | リック・カーター、ジム・エリクソン | ノミネート |
| 英国アカデミー賞                     | 衣裳デザイン賞           | ジョアンナ・ジョンストン | ノミネート |
| 英国アカデミー賞                     | メイクアップ&ヘア賞      | ロイス・バーウェル、ケイ・ジョルジオ | ノミネート |
| シカゴ映画批評家協会賞               | 作品賞                   | 『リンカーン』 | ノミネート |
| シカゴ映画批評家協会賞               | 監督賞                   | スティーヴン・スピルバーグ | ノミネート |
| シカゴ映画批評家協会賞               | 主演男優賞               | ダニエル・デイ＝ルイス | 受賞       |
| シカゴ映画批評家協会賞               | 助演男優賞               | トミー・リー・ジョーンズ | ノミネート |
| シカゴ映画批評家協会賞               | 助演女優賞               | サリー・フィールド | ノミネート |
| シカゴ映画批評家協会賞               | 脚色賞                   | トニー・クシュナー | 受賞       |
| シカゴ映画批評家協会賞               | 撮影賞                   | ヤヌス・カミンスキー | ノミネート |
| シカゴ映画批評家協会賞               | 美術賞                   | 『リンカーン』 | ノミネート |
| クリティクス・チョイス・アワード     | 作品賞                   | 『リンカーン』 | ノミネート |
| クリティクス・チョイス・アワード     | 主演男優賞               | ダニエル・デイ＝ルイス | 受賞       |
| クリティクス・チョイス・アワード     | 助演男優賞               | トミー・リー・ジョーンズ | ノミネート |
| クリティクス・チョイス・アワード     | 助演女優賞               | サリー・フィールド | ノミネート |
| クリティクス・チョイス・アワード     | 監督賞                   | スティーヴン・スピルバーグ | ノミネート |
| クリティクス・チョイス・アワード     | アンサンブル演技賞       | 『リンカーン』 | ノミネート |
| クリティクス・チョイス・アワード     | 脚色賞                   | トニー・クシュナー | 受賞       |
| クリティクス・チョイス・アワード     | 撮影賞                   | ヤヌス・カミンスキー | ノミネート |
| クリティクス・チョイス・アワード     | 美術賞                   | リック・カーター、ジム・エリクソン | ノミネート |
| クリティクス・チョイス・アワード     | 編集賞                   | マイケル・カーン | ノミネート |
| クリティクス・チョイス・アワード     | 衣裳デザイン賞           | ジョアンナ・ジョンストン | ノミネート |
| クリティクス・チョイス・アワード     | メイクアップ賞           | レオ・コーリー・カステラーノ、ミア・コヴェロ | ノミネート |
| クリティクス・チョイス・アワード     | 作曲賞                   | ジョン・ウィリアムズ | 受賞       |
| デトロイト映画批評家協会賞           | 主演男優賞               | ダニエル・デイ＝ルイス | 受賞       |
| デトロイト映画批評家協会賞           | 助演男優賞               | トミー・リー・ジョーンズ | ノミネート |
| デトロイト映画批評家協会賞           | 助演女優賞               | サリー・フィールド | ノミネート |
| デトロイト映画批評家協会賞           | アンサンブル賞           | 『リンカーン』 | 受賞       |
| デトロイト映画批評家協会賞           | 脚本賞                   | トニー・クシュナー | ノミネート |
| ニューヨーク映画批評家協会賞         | 主演男優賞               | ダニエル・デイ＝ルイス | 受賞       |
| ニューヨーク映画批評家協会賞         | 助演女優賞               | サリー・フィールド | 受賞       |
| ニューヨーク映画批評家協会賞         | 脚本賞                   | トニー・クシュナー | 受賞       |
| サンディエゴ映画批評家協会賞         | 主演男優賞               | ダニエル・デイ＝ルイス | 受賞       |
| サンディエゴ映画批評家協会賞         | 脚色賞                   | トニー・クシュナー | ノミネート |
| サテライト賞                         | 作品賞                   | 『リンカーン』 | ノミネート |
| サテライト賞                         | 監督賞                   | スティーヴン・スピルバーグ | ノミネート |
| サテライト賞                         | 映画主演男優賞           | ダニエル・デイ＝ルイス | ノミネート |
| サテライト賞                         | 映画助演男優賞           | トミー・リー・ジョーンズ | ノミネート |
| サテライト賞                         | 脚色賞                   | トニー・クシュナー | ノミネート |
| サテライト賞                         | 作曲賞                   | ジョン・ウィリアムズ | ノミネート |
| サテライト賞                         | 撮影賞                   | ヤヌス・カミンスキー | ノミネート |
| サテライト賞                         | 美術賞                   | カート・ビーチ、リック・カーター、デヴィッド・クランク、レスリー・マクドナルド                                                                                            | 受賞       |
| ワシントンD.C.映画批評家協会賞       | 作品賞                   | 『リンカーン』 | ノミネート |
| ワシントンD.C.映画批評家協会賞       | 主演男優賞               | ダニエル・デイ＝ルイス | 受賞       |
| ワシントンD.C.映画批評家協会賞       | 助演男優賞               | トミー・リー・ジョーンズ | ノミネート |
| ワシントンD.C.映画批評家協会賞       | 助演女優賞               | サリー・フィールド | ノミネート |
| ワシントンD.C.映画批評家協会賞       | 監督賞                   | スティーヴン・スピルバーグ | ノミネート |
| ワシントンD.C.映画批評家協会賞       | 脚色賞                   | トニー・クシュナー | ノミネート |
| ワシントンD.C.映画批評家協会賞       | アンサンブル演技賞       | 『リンカーン』 | ノミネート |
| ワシントンD.C.映画批評家協会賞       | 美術賞                   | リック・カーター、ジム・エリクソン | ノミネート |
| ワシントンD.C.映画批評家協会賞       | 音楽賞                   | ジョン・ウィリアムズ | ノミネート |

※第85回アカデミー賞・第66回英国アカデミー賞・第70回ゴールデングローブ賞のすべてで最多ノミネート数を記録した。

## 日本語字幕
松浦美奈